# Tetthely (televíziós sorozat)
Tetthely (németül: Tatort) német nyelvű bűnügyi tévéfilmsorozat.
Az ARD televíziós csatorna 1970. november 29-én kezdte sugározni, az ORF 1971. november 7-én.
1990 és 2001 között svájci televízióban (SRF) is futott. 2011-ben az SRF újra kezdte sugározni. A sorozathoz a mai napig is készülnek epizódok, így a legrégebben futó bűnügyi sorozattá vált. A sorozat eredeti intrója Klaus Doldinger főcímzenéjével is változatlan.

## Jellege
A sorozat ötlete a dramaturg Gunther Witte fejében fogant meg, aki egy Es Geschah in Berlin  (Berlinben történt) című, valódi bűneseteket feldolgozó rádióműsorból vette az ihletet. A filmsorozat előkészítése során 1969-ben három fő kritériumot fogalmazott meg: a Tetthelynek mindig regionálisnak kell lennie, mindig a felügyelő legyen a főszereplő és minden epizódnak tükröznie kell a Német Szövetségi Köztársaság történelmét. Így a sorozat több különböző német, osztrák, és svájci városban játszódik, minden városnak megvan a saját nyomozója, ez is a sorozat egyik érdekessége. Voltak epizódok, amiben egy másik városban megismert nyomozó vendégszerepelt. A sorozatban leginkább gyilkosságokat nyomoznak, de volt már szó kémkedésről, rablásról, szexturizmusról és hajléktalanok elleni erőszakról is. Idővel a sorozat is sokat változott, hiszen az évtizedek alatt különféle társadalmi és történelmi változások mentek végbe, amire a sorozatnak is reflektálnia kellett.
A sorozat elejétől fogva minden rendőr egy epizód középpontjában állt. Az elmesélt történeteknek valósághűnek és elképzelhetőnek kell lenniük. A kezdő- és zárórészek közös kialakítása mellett ez a két szempont a Tetthely-filmsorozatot meghatározó fontos elemek közé tartozik. A Tetthely sorozat egyes filmjeit önálló, független filmként tervezték, az eset felbontásával az adott epizódban. De készült néhány dupla epizód vagy olyan film is, amely néhány év után újraindította a régi történetet.
Más televíziós krimisorozatokkal ellentétben az egyes ARD állami műsorszolgáltatók felelősek a Tetthely-produkcióik sugárzási területéért. Minden műsorszolgáltatónak van legalább egy nyomozói csoportja (kivétel: amíg az SFB és az ORB nem egyesült az RBB-vé, az ORB nem készített bűncselekményeket). Az a tény, hogy nem ugyanazok a nyomozók jelennek meg minden epizódban, biztosítja a változatosságot. A sorozat koncepciója a helyi színt is tartalmazza: a cselekménybe be kell építeni annak a városnak vagy területnek a regionális sajátosságait, ahol a vizsgálatot végzik. A St. Pauli Landungsbrücken vagy a Rajnán átívelő hídi kirándulások a kölni tetthelyen népszerűek a hamburgi bűnügyi helyszíneken.
Kezdetben nem terveztek sorozatot állandó szereplőkkel. Vasárnap esténként a krimik számára fenntartott programhelyet szerettek volna, amit a résztvevő állomások saját kezdeményezésükre töltsenek be. Csak a helyszínt és – megkülönböztetésképpen a ZDF A felügyelő  című krimisorozatától – a stúdión kívüli helyszíneket határozták meg. Míg a kezdeti időkben az egyes epizódok hossza változó volt, esetenként majdnem két órát is eérte, addig az 1980-as évek vége óta egységes epizódonként 90 perc körüli hosszúság alakult ki.

## Kísérleti következmények
Volt néhány epizód, amely nagymértékben eltért az átlagos krimi valóságtól és a krimifilmek klasszikus mintájától. Itt érdemes megemlíteni a Limbus című münsteri epizódot, amely nagyrészt Prof. Boerne nyomozó tudatalattijában játszódik, valamint a Murot és a mormotát, amelyben az LKA nyomozója, Murot többször is visszaugrál az időben a cselekmény egy bizonyos pontjára az epizód eleje, és minden alkalommal befolyásolhatja ezt a cselekvést, de ez mindig új problémák elé állítja, míg végül nem talál megoldást. Murot is szerepelt a 2015-ös Wer bin ich? című részben, és részt vesz egy film a filmben cselekményben, amelyben maga Ulrich Tukur murot-színész, és nem Murot karaktere áll az akció középpontjában.
A stuttgarti HAL-epizód 2016-ból a jövőben játszódik, ezért a sci-fi közé sorolható; a Hessian epizód Fear You (2017) a horrorfilm műfajából vett kölcsönöket tartalmazott. A Babbeldasch (2017) és Waldlust (2018) krimiben – mindkettőt Axel Ranisch rendezte – a film párbeszédei rögtönzöttek.

## Nyomozók
| Év        | TV-adó       | Nyomozók                                                           | Színészek (magyar hanggal) | Város                                                    | Epizódok száma                                                     |
| --------- | ------------ | ------------------------------------------------------------------ | --- | -------------------------------------------------------- | ------------------------------------------------------------------ |
| 1970–1982 | NDR          | Paul Trimmel                                                       | Walter Richter | Hamburg                                                  | 11                                                                 |
| 1970–1973 | SR           | Peter Liersdahl és Horst Schäfermann                               | Dieter Eppler (Szokolay Ottó) és Manfred Heidman (Buss Gyula)                                                                                                  | Saarbrücken                                              | 2                                                                  |
| 1971–1973 | WDR          | Kressin                                                            | Sieghardt Rupp | Köln                                                     | 7                                                                  |
| 1971–1986 | SDR          | Eugen Lutz                                                         | Werner Schumacher (Mádi Szabó Gábor/Bitskey Tibor/Perlaki István/Izsóf Vilmos)                                                                                 | 8 különböző város Baden-Württembergben                   | 16                                                                 |
| 1971–1979 | HR           | Konrad                                                             | Klaus Höhne (Kaló Flórián/Versényi László) | Frankfurt am Main                                        | 8                                                                  |
| 1971–1978 | NDR          | Finke                                                              | Klaus Schwarzkopf (Szilágyi Tibor/Fillár István) | Kiel és másik városok Schleswig-Holsteinban              | 7                                                                  |
| 1971–1983 | ORF          | Viktor Marek                                                       | Fritz Eckhardt (Képessy József) | Bécs                                                     | 13                                                                 |
| 1971–1972 | SFB          | Erwin Kasulke                                                      | Paul Esser | Nyugat-Berlin                                            | 2                                                                  |
| 1972–1981 | BR           | Melchior Veigl                                                     | Gustl Bayrhammer (Kránitz Lajos) | München                                                  | 15                                                                 |
| 1972      | SWF          | Horst Pflüger                                                      | Ernst Jacobi | Baden-Baden                                              | 1                                                                  |
| 1973      | RB           | Walter Böck                                                        | Hans Häckermann (Somogyvári Rudolf) | Bréma                                                    | 1                                                                  |
| 1973–1977 | SWF          | Franz Gerber                                                       | Heinz Schimmelpfennig (Bodor Tibor/Horkai János) | Baden-Baden                                              | 5                                                                  |
| 1974–1980 | WDR          | Heinz Haferkamp                                                    | Hansjörg Felmy (Fülöp Zsigmond/Ujréti László) | Essen                                                    | 20                                                                 |
| 1974–1977 | NDR          | Heinz Brammer                                                      | Knut Hinz | Hannover                                                 | 4                                                                  |
| 1975–1977 | SFB          | Martin Schmidt                                                     | Martin Hirthe | Nyugat-Berlin                                            | 3                                                                  |
| 1977–1984 | SR           | Schäfermann                                                        | Manfred Heidmann (Buss Gyula) | Saarbrücken                                              | 4                                                                  |
| 1978–1980 | SWF          | Marianne Buchmüller                                                | Nicole Heesters (Andresz Kati) | Mainz                                                    | 3                                                                  |
| 1978–1983 | HR           | Bergmann                                                           | Heinz Treuke (Láng József) (1978), Lutz Moik (Végvári Tamás) (1981-1983)                                                                                       | Frankfurt am Main                                        | 3                                                                  |
| 1978–1979 | SFB          | Matthias Behnke                                                    | Hans-Peter Korff | Nyugat-Berlin                                            | 2                                                                  |
| 1979      | NDR          | Nagel                                                              | Diether Krebs (Koroknay Géza) | Braunschweig                                             | 1                                                                  |
| 1979–1985 | NDR          | Delius                                                             | Horst Bollmann | Hamburg                                                  | 3                                                                  |
| 1980      | HR           | Sander                                                             | Volkert Kraeft (Balkay Géza) | Frankfurt am Main                                        | 1                                                                  |
| 1980      | WDR          | Paul Enders                                                        | Jörg Hube (Ujréti László) | Essen, Frankfurt am Main                                 | 1                                                                  |
| 1980–1982 | NDR          | Jochen Piper                                                       | Bernd Seebacher | Bréma                                                    | 2                                                                  |
| 1980      | WDR          | Willy Kreutzer                                                     | Willy Semmelrogge (Szabó Ottó/Dobránszky Zoltán) | Essen                                                    | 1                                                                  |
| 1981–1985 | SFB          | Friedrich Walther                                                  | Volker Brandt | Nyugat-Berlin                                            | 6                                                                  |
| 1981–1988 | SWF          | Hanne Wiegand                                                      | Karin Anselm (Venczel Vera/Egri Márta/Menszátor Magdolna/Borbás Gabi)                                                                                          | Baden-Baden, Karlsruhe, Mainz                            | 8                                                                  |
| 1981      | NDR          | Greve                                                              | Erik Schumann | kisváros Schleswig-Holstein-ban                          | 1                                                                  |
| 1981      | NDR          | Beck                                                               | Hans Häckermann | Lübeck                                                   | 1                                                                  |
| 1981–1991 | WDR          | Horst Schimanski és Christian Thanner                              | Götz George (Tordy Géza/Kertész Péter/Vass Gábor/Ujlaki Dénes/Oszter Sándor) és Eberhard Feik (Gáti Oszkár/Juhász Jácint/Papp János/Balázs Péter/Dózsa László) | Duisburg                                                 | 29                                                                 |
| 1981–1987 | BR           | Ludwig Lenz                                                        | Helmut Fischer | München                                                  | 7                                                                  |
| 1982      | HR           | Werner Rolfs                                                       | Klaus Löwitsch | Frankfurt am Main                                        | 1                                                                  |
| 1982      | NDR          | Nikolaus Schnoor                                                   | Uwe Dallmeier | Bremerhaven                                              | 1                                                                  |
| 1983      | NDR          | Ronke                                                              | Ulrich von Bock | Hamburg                                                  | 1                                                                  |
| 1984      | HR           | Rullmann                                                           | Hans-Werner Bussinger | kis városok Hessenben                                    | 1                                                                  |
| 1984–2001 | NDR          | Paul Stoever és Peter Brockmöller                                  | Manfred Krug (Lőte Attila) és Charles Brauer (Rajhona Ádám/Tolnai Miklós)                                                                                      | Hamburg és Neuwerk                                       | 41, Brockmöller: 38                                                |
| 1984–1986 | ORF          | Hirth                                                              | Kurt Jaggberg (Horváth Sándor) | Bécs                                                     | 3 (+ 6 csak ORF)                                                   |
| 1985      | HR           | Reinhold Dietze                                                    | Klaus Löwitsch (Dózsa László) | Frankfurt am Main                                        | 1                                                                  |
| 1985–2001 | HR           | Edgar Brinkmann                                                    | Karl-Heinz von Hassel (Gruber Hugó/Kaló Flórián/Szokolay Ottó/Ujlaki Dénes)                                                                                    | Frankfurt am Main                                        | 28                                                                 |
| 1985–1989 | SFB          | Hans Georg Bülow                                                   | Heinz Drache (Mádi Szabó Gábor/Szabó Sándor) | Nyugat-Berlin                                            | 6                                                                  |
| 1986      | BR           | Siggi Riedmüller                                                   | Günther Maria Halmer | München                                                  | 1                                                                  |
| 1986      | ORF          | Lutinsky                                                           | Miguel Herz-Kestranek | Bécs                                                     | 1 (csak ORF)                                                       |
| 1986-1988 | ORF          | Pfeifer                                                            | Bruno Dallansky | Bécs                                                     | 3 (+5 csak ORF)                                                    |
| 1986–1988 | SDR          | Georg Thomas Schreitle                                             | Horst Michael Neutze (Szabó Ottó/Gruber Hugó/Tolnai Miklós) | Stuttgart, „Führstadt“                                   | 4                                                                  |
| 1987      | BR           | Karl Scherrer                                                      | Hans Brenner | München                                                  | 1                                                                  |
| 1988–2005 | SR           | Max Palu                                                           | Jochen Senf (Ujréti László) | Saarbrücken és máshol a Saar-vidékben                    | 17                                                                 |
| 1988–1989 | BR           | Otto Brandenburg                                                   | Horst Bollmann | München                                                  | 2                                                                  |
| 1989–1996 | ORF          | Michael Fichtl                                                     | Michael Janisch | Bécs                                                     | 8 (+1 csak ORF)                                                    |
| 1989-től  | SWF, SWR     | Lena Odenthal, Mario Kopper, és Johanna Stern                      | Ulrike Folkerts (Farkas Zsuzsa/Kovács Nóra), Andreas Hoppe (Törköly Levente), és Lisa Bitter (Kelemen Kata)                                                    | Ludwigshafen                                             | 67, Kopper: 56, Stern: 8                                           |
| 1990      | DRS          | Walter Howald                                                      | Mathias Gnädinger | Bern                                                     | 1                                                                  |
| 1991-től  | BR           | Ivo Batic, Franz Leitmayr (és Carlo Menzinger 2007-től)            | Miroslav Nemec (Juhász Jácint/Kautzky Armand), Udo Wachtveitl (Schnell Ádám/Incze József) és Michael Fitz                                                      | München                                                  | 77, Menzinger: 45                                                  |
| 1991–1992 | DRS          | Reto Carlucci                                                      | Andrea Zogg | Bern                                                     | 2                                                                  |
| 1991–1995 | SFB          | Franz Markowitz                                                    | Günter Lamprecht (Velenczey István) | Berlin                                                   | 8                                                                  |
| 1992–2007 | MDR          | Bruno Ehrlicher és Kain                                            | Peter Sodann és Bernd Michael Lade | Drezda, később Lipcse, egy epizód Kölnben is             | 45, (abból 2 Ballauffal és Schenkkel)                              |
| 1992–1997 | WDR          | Bernd Flemming, Max Ballauf és Miriam Koch                         | Martin Lüttge, Klaus J. Behrendt és Roswitha Schreiner | Düsseldorf                                               | 15, Ballauf: 9                                                     |
| 1992–2007 | SDR, SWR     | Ernst Bienzle és Günter Gächter                                    | Dietz Werner Steck és Rüdiger Wandel | Stuttgart                                                | 25                                                                 |
| 1993–2002 | DRS          | Philipp von Burg és Markus Gertsch                                 | L.I. Kisch és E.C. Sigrist | Bern                                                     | 9                                                                  |
| 1995      | HR           | Leo Felber                                                         | Heinz Schubert | Frankfurt am Main                                        | 1                                                                  |
| 1996–1998 | SFB          | Ernst Roiter és Constable Michael Zorrowski                        | Winfried Glatzeder és Robinson Reichel | Berlin                                                   | 12                                                                 |
| 1996      | ORF          | Max Becker                                                         | Klaus Wildbolz | Bécs                                                     | 1                                                                  |
| 1997      | ORF          | Paul Kant és Jakob Varanasi                                        | Wolfgang Hübsch és Johannes Nikolussi | Bécs                                                     | 2                                                                  |
| 1997      | NDR          | Lea Sommer                                                         | Hannelore Elsner | Hamburg                                                  | 2                                                                  |
| 1997-től  | WDR          | Max Ballauf és Freddy Schenk                                       | Klaus J. Behrendt és Dietmar Bär | Köln, két epizód Lipcseben                               | 73, (abból kettő Ehrlicherrel/Kainnel és Saalfelddal/Kepplerrel)   |
| 1997-től  | RB           | Inga Lürsen és Stedefreund                                         | Sabine Postel (Kubik Anna) és Oliver Mommsen (Viczián Ottó) | Bréma, Bremerhaven                                       | 37 (Stedefreunddel: 32)                                            |
| 1999–2014 | SFB, RBB     | Till Ritter és Robert Hellmann, később Felix Stark                 | Dominic Raacke és Stefan Jürgens, később Boris Aljinovic | Berlin                                                   | 37, (Hellmannnal: 6, Starkkal: 31, az utolsó epizód csak Starkkal) |
| 1999-től  | ORF          | Moritz Eisner és Bibi Fellner                                      | Harald Krassnitzer (Epres Attila) és Adele Neuhauser | Bécs és máshol Ausztriaban, a 914. rész Szombathelyen is | 42 (Fellnerrel: 18)                                                |
| 2001–2008 | NDR          | Jan Casstorff és Eduard Holicek                                    | Robert Atzorn, Tilo Prückner | Hamburg                                                  | 15                                                                 |
| 2002–2010 | HR           | Charlotte Sänger és Fritz Dellwo                                   | Andrea Sawatzki és Jörg Schüttauf | Frankfurt am Main                                        | 18                                                                 |
| 2002-től  | NDR          | Charlotte Lindholm és Anaïs Schmitz                                | Maria Furtwängler és Florence Kasumba | Hannover és kis városok Alsó-Szászországban              | 25                                                                 |
| 2002-2016 | SWR          | Klara Blum és Kai Perlmann                                         | Eva Mattes és Sebastian Bezzel | Konstanz és a Boden-tó környékén                         | 31 (Perlmannnal: 27)                                               |
| 2002-től  | WDR          | Frank Thiel és Karl-Friedrich Boerne                               | Axel Prahl (Faragó András) és Jan Josef Liefers (Kautzky Armand)                                                                                               | Münster (Vesztfália) és környékén                        | 33                                                                 |
| 2003-tól  | NDR          | Klaus Borowski, Frieda Jung (2003-2010) és Sarah Brandt (2010-től) | Axel Milberg, Maren Eggert (2003-2010) és Sibel Kekilli (2010-től)                                                                                             | Kiel                                                     | 31 (Jung-gal: 14, Brandt-tal: 13)                                  |
| 2006-2012 | SR           | Franz Kappl és Stephan Deininger                                   | Maximilian Brückner és Gregor Weber | Saarbrücken                                              | 7                                                                  |
| 2008-tól  | SWR          | Sebastian Bootz és Thorsten Lannert                                | Felix Klare és Richy Müller | Stuttgart                                                | 21                                                                 |
| 2008-2015 | MDR          | Eva Saalfeld és Andreas Keppler                                    | Simone Thomalla és Martin Wuttke | Lipcse                                                   | 21 (abból két epizód Ballauffal és Schenkkel)                      |
| 2008-2012 | NDR          | Cenk Batu                                                          | Mehmet Kurtuluş | Hamburg                                                  | 6                                                                  |
| 2010-től  | HR           | Felix Murot                                                        | Ulrich Tukur | Wiesbaden                                                | 6                                                                  |
| 2011–2015 | HR           | Conny Mey és Frank Steier                                          | Nina Kunzendorf és Joachim Król | Frankfurt am Main                                        | 7 (Mey-jel: 5)                                                     |
| 2011-től  | SRF          | Reto Flückiger és Liz Ritschard                                    | Stefan Gubser és Delia Mayer | Luzern                                                   | 13 (Ritscharddal: 12)                                              |
| 2012-től  | WDR          | Peter Faber, Martina Bönisch, Nora Dalay és Daniel Kossik          | Jörg Hartmann (Tarján Péter), Anna Schudt (Orosz Helga), Aylin Tezel (Molnár Ilona) és Stefan Konarske (Gacsal Ádám)                                           | Dortmund                                                 | 11                                                                 |
| 2013-tól  | SR           | Jens Stellbrink és Lisa Marx                                       | Devid Striesow és Elisabeth Brück | Saarbrücken                                              | 7                                                                  |
| 2013-tól  | NDR          | Nikolas "Nick" Tschiller és Yalcin Gümer                           | Til Schweiger (Széles Tamás) és Fahri Ogün Yardım (Varga Rókus)                                                                                                | Hamburg                                                  | 4                                                                  |
| 2013-tól  | NDR          | Thorsten Falke és Katharina Lorenz                                 | Wotan Wilke Möhring és Petra Schmidt-Schaller (2013-2015), Franziska Weisz (2016-tól)                                                                          | Hamburg és máshol Észak-Németországban                   | 10 (6 Lorenz-cel, 4 Grosz-szal)                                    |
| 2013–2014 | MDR          | Henry Funck, Maik Schaffert és Aline Grewel                        | Friedrich Mücke, Benjamin Kramme és Alina Levshin | Erfurt                                                   | 2                                                                  |
| 2013-tól  | MDR          | Lessing és Kira Dorn                                               | Christian Ulmen és Nora Tschirner | Weimar                                                   | 6                                                                  |
| 2015-től  | RBB          | Nina Rubin és Robert Karow                                         | Meret Becker, Mark Waschke | Berlin                                                   | 7                                                                  |
| 2015-től  | BR           | Paula Ringelhahn és Felix Voss                                     | Dagmar Manzel, Fabian Hinrichs | Nürnberg és máshol Frankföldan                           | 4                                                                  |
| 2015-től  | HR           | Anna Janneke és Paul Brix                                          | Margarita Broich, Wolfram Koch | Frankfurt am Main                                        | 7                                                                  |
| 2016-tól  | MDR          | Henni Sieland, Karin Gorniak és Peter Michael Schnabel             | Alwara Höfels, Karin Hanczewski, Martin Brambach | Drezda                                                   | 6                                                                  |
| 2016-tól  | SWR          | Ellen Berlinger                                                    | Heike Makatsch | Freiburg, később Mainz                                   | 2                                                                  |
| 2017-től  | SWR          | Franziska Tobler és Friedmann Berg                                 | Eva Löbau, Hans-Jochen Wagner | Freiburg és a Fekete-erdőben                             | 2                                                                  |
| 2020-tól  | SR           | Adam Schürk és Leo Hölzer                                          | Daniel Sträßer és Vladimir Burlakov | Saarbrücken                                              | 3                                                                  |
| 2020-tól  | SFR          | Isabelle Grandjean és Tessa Ott                                    | Anna Pieri Zuercher és Carol Schuler | Zürich                                                   | 4                                                                  |
| 2021-től  | Radio Bremen | Liv Moormann, Mads Andersen és Linda Selb                          | Jasna Fritzi Bauer, Dar Salim és Luise Wolfram | Bréma                                                    | 3 (a harmadik Andersen nélkül)                                     |

## Érdekességek
- Az 1970-ben Münchenben forgatott főcím (a szemek egy résen keresztül néznek, és egy ember menekül) szereplője a bajor színész, később üzletember, Horst Lettenmayer, aki egyszeri 400 DM díjat kapott a forgatásért. A felvétel, amelyen csak a lába látható futás közben, az akkori München-Riem repülőtér egy szakaszán készült. Sok évvel később Lettenmayer is feltűnt egy epizódban: 1989-ben egy szakszervezeti főnököt alakított, akit meggyilkoltak a Der Pott című Schimanski bűnügyi részben. (217. epizód)
- A sorozat legkedveltebb nyomozója a Götz George által alakított Horst Schimanski felügyelő volt, aki Duisburgban 29 részben nyomozott 1981 és 1991 között; népszerűsége okán később önálló spin-off sorozatot is kapott Schimanski címen, amit 1997 és 2013 között készítettek összesen 17 epizóddal. Magyarországon eddig nyolc részt sugároztak, a sorozat idehaza a Schimanski visszatér címet kapta. (Magyarországon a Schimanski-féle Tetthelyek közül elsőként a Gyermekvásár (Kuscheltiere) című 143. részt sugározták 1985. február 3-án.)
- Schimanski szerepét eredetileg Eberhard Feiknek szánták, Götz George akkor még szóba se jött, aztán végül Feik lett Christian Thanner, Schimanski társa.
- Götz George karaktere azért kapta a Horst Schimanski nevet, mert a készítők szerettek volna egy olyan nevet kitalálni, ami kapcsolódik a Ruhr-vidékhez, és ideális esetben a footballhoz is. Így született meg a Simmiként becézett Horst Szymaniak labdarúgó nevéből Horst Schimanski. A 188. "Barátok" c. epizódban tudhatjuk meg, hogy Schimaskinak fiatal korában voltak törvénytelen dolgai, és barátjának, valamint a későbbi főnökének köszönhető, hogy el lettek tussolva, és így rendőr lehetett.
- Schimanski két kalandját moziban vetítették először: a Zahn un Zahn (Schimanski felügyelő – Fogat fogért) és a  Zabou (Schimanski kelepcében / Zabou) című filmeket 1985. október 10-én és 1987. március 5-én.  A Schimanski felügyelő –  Fogat fogért és a Schimanski kelepcében / Zabou című filmeket később 1987. december 27-én és 1990. július 28-án a televízió is sugározta, mint a sorozat 200. és 232. része. Magyarországon szintén a mozikban volt látható először ez a két film 1987. október 22-től és 1989. augusztus 24-től, majd az MTV is leadta 1992. február 7-én és 1993. április 24-én (mindkettőt új szinkronnal), viszont mindkét filmnél a mozi kópiát tűzték műsorra, tehát elmaradt a szokásos Tetthely főcím. Ugyancsak moziba került a Tschiller: Off Duty (Tetthely: Moszkva) című rész 2016. február 4-én, de ez már a Til Schweiger alakította hamburgi Nick Tschiller egyik kalandjáról szólt. A filmet 2018. július 8-án a televízió is sugározta, mint a sorozat 1062. részét. Magyarországon az AXN csatorna mutatta be 2022. december 6-án.
- Schimanski emlékeit a mai napig őrzik Duisburgban, ahol a  Schimanski részek cselekménye játszódik: Duisburg-Ruhrort egyik, kikötőbe vezető utcácskája a "Horst Schimanski Gasse" (Horst Schimanski köz) nevet viseli, aminek egyik végén még egy Schimanski mellszobor is található, de  egykori törzshelyén, a kikötő partján fekvő "Zum Anker" kocsmában "Schimanski Currywurstot" is ehetnek azok a megfáradt rajongók, akik a város által szervezett túrán részt vesznek.[3] A kis köz feltűnik például a Barátok című 188. részben. 2024 májusában Hajo Gies ötletére (ő rendezte a legtöbb Schimanski-filmet) a duisburgi Belföldi Hajózási Múzeumban időszakos kiállítást rendeztek Götz George tiszteletére, ahol természetesen a téma a színész mellett a Tetthely, és a Schimanski visszatér című sorozatok voltak.
- Götz George Schimanski felügyelőként először a 126. részben tűnik fel, és a 252. részig alakítja ezt a karaktert, azonban három korábbi epizódban (8. rész, 22. rész, és 69. rész) is látható volt, de más szerepekben.
- A sorozatban Eberhard Feik szintén a 126. résztől a 252. részig alakítja Christian Thanner felügyelőt, viszont két alkalommal más szerepekben is feltűnt, először a 20. részben, ahol egy őrmestert játszott, majd a 315. részben, amiben egy professzort, utóbbi rész már csak a halála után került bemutatásra.
- Hansjörg Felmy a 39. résztől a 118. részig alakítja Heinz Haferkamp felügyelőt, az ő helyét veszi át a 126. résztől Götz George, mint Horst Schimanski felügyelő, emiatt a 126. "Duisburg-Kikötőváros" c. epizódban (első Schimanski-féle Tetthely) van egy jelenet, amiben Götz George megköti a cipőjét egy olyan plakát előtt, amin Hansjörg Felmy reklámoz egy fényképezőgépet (hasonló plakát látható a 131. "Nem csak a látszat csal" c. epizódban is). Ezt tisztelgésnek is lehetett tekinteni Felmy előtt, bár Felmy nagyon haragudott ezekért a jelenetekért. Továbbá a 252. "A Schimanski-ügy" c. epizód (ami egyben az utolsó Schimanski-féle Tetthely) egyik jelenetében Christian Thanner (Eberhard Feik) talál egy könyvet Schimanski lakásán, amit Schimanski Haferkamptól kapott. Hansjörg Felmy nem igazán jött ki jól a fiatal rendezőkkel, részben emiatt hozták létre később Schimanski karakterét.
- Egy évvel a Tetthely indulása után az NDK is elkezdte gyártani a saját Tetthely-ét A rendőrség száma 110 címmel, amelyhez szintén a mai napig készülnek új részek, és az újraegyesítés után készültek olyan részek, amelyek kapcsolódtak a két sorozathoz. Ezek részletesen:
  - A 235. részben (Unter Brüden (magyarul: "Testvérek között")) Schimanski és Thanner közösen nyomoznak a másik sorozat Peter Fuchs (Peter Borgelt) és Thomas Grawe (Andreas Schmidt-Schaller) nyomozóival. Az epizód főcíme a két sorozat összevont főcíme volt (csak ez az epizód volt, ami kimondottan összevont epizód). 1990. október 28-án sugározták először. (A rendőrség száma 110-ben ez az epizód a 142. sorszámot kapta). Érdekesség, hogy Andreas Schmidt-Schaller a "Kelet-német Schimanski" becenevet kapta, így ebben a részben a "két Schimanski" együtt nyomozott.
  - Az Eberhard Feik által alakított Christian Thanner felügyelő később felbukkan A rendőrség száma 110 153. részében (Thanners neuer Job (magyarul: "Thanner új munkája")), de ebben Schimanski nélkül. (Érdekesség, hogy az epizód bemutatója 1 héttel megelőzte a Tetthely 252. részének a bemutatóját, amely epizód Schimanski és Thanner utolsó közös epizódja).
  - A rendőrség száma 110 273. részében (Die Mutter von Monte Carlo (magyarul: Monte Carlo anyja)) vendégszerepelt a Jörg Schüttauf által alakított Fritz Dellwo felügyelő.
  - A rendőrség száma 110 353. részében (Wendemanöver II. (magyarul: Kanyarodási manőver II.)) az epizód vége felé a rendőrök megemlítik, hogy egy Tschiller nevű úr telefonált Hamburgból. (A Til Schweiger által alakított hamburgi nyomozó.)
  - 1993-1995-ben a Bavaria Stúdió Tatort – Einsatz, der ostern team (magyarul: Tetthely – A keleti csapat bevetése) címmel egy 22 részes sorozatot forgatott, amely a Tetthely és a Rendőrség száma 110 közötti áthallás volt. A főszereplője a Jaecki Schwarz által alakított Herbert Schmücke főfelügyelő volt, társa egy George Szöts nevű erdélyi magyar felügyelő, akit Gyevát Ottó alakított. A 22 rész kísérlet volt, egyszer le is adta az ARD és az ORF. A szériától szokatlan módon az epizódok szorosan kötődtek egymáshoz, és az utolsó rész cliffhangerrel ért véget, ezért nem kínálták eladásra, és ezért vonult a sorozat illegalitásba. A Bavaria elégedett volt a sorozattal, de néhány héttel később, a Rendőrség száma 110 "előléptette" Schmücke-t, a krimipiacon meg elindult a bulvárosodás. A 2010-es években még terveztek egy amolyan "20 év múlva" folytatást.[4]
- A Frick Eckhardt által alakított Viktor Marek főfelügyelőt korábban egy önálló sorozatban ismerhette meg a közönség Oberinspecktor Marek (Marek főfelügyelő) címmel, ami 1963 és 1970 között futott az ORF csatornán, ezt követően feltűnt A felügyelő című sorozat 1970-ben bemutatott 28. részében (Három halott Bécsbe utazik), majd 1971-től lett a Tetthely szereplője, egészen 1987-ig. Később 1992-ben egy önálló film erejéig tért vissza, aminek a címe Mord im Wald (Gyilkosság az erdőben) volt. Marek főfelügyelő munkatársa a Kurt Jaggberg által alakított Wirz nyomozó pedig feltűnik a Derrick című sorozat 12. részében (A salzburgi bőrönd / Egy koffer Salzburgból).
- Az Exkluzív című 9. részt még önálló filmként mutatták be 1969. október 26-án az ARD csatornán, (tehát 1 évvel a Taxi Lipcsébe című epizód bemutatója előtt), majd 1971. július 11-én került újra adásba, mint a Tetthely 9. része.
- Magyarországon elsőként a Férfi a 22-es szobából (Der Mann aus Zimmer 22) című 46. részt sugározták 1977. február 2-án 21 óra 15 perces kezdéssel az MTV-2-n,[5] viszont ezt még önálló filmként mutatta be az MTV, csak úgy mint 1977. június 26-án a Párbaj (Zweikampf) című  41. részt,[6] illetve 1978. január 20-án az Egy közönséges gyilkosság (Ein ganz gewöhnlicher Mord) című 26. részt.[7] Az idehaza 1978. február 11-én adásba került Cserbenhagyásos gázolás (Blechschaden) című 8. részt már a "Tetthely" részeként sugározta az MTV.[8] 30 évvel később 2008. november 7-én a Scheherezade a rendőrségen (Scheherazade) című 600. részt szintén önálló filmként mutatta be az MTV.[9] (Ezt a részt 2024-ben új szinkronnal a TV4 csatorna is leadta Seherezádé címmel, immár a sorozat részeként).
- 1985 és 1989 között az osztrákok szintén Tetthely címen egy 13. részes spin-off sorozatot készítettek, amely csak abban különbözött a klasszikus Tetthelytől, hogy az epizódok itt csak kb. 60 percesek voltak, a gyártásukban meg kizárólag csak az ORF vett részt. A főcím megegyezett a Tetthelyével, és a szereplők javarésze is látható volt a "nagy" Tetthely sorozatban, emiatt a rajongók nem tekintik ezt a szériát külön sorozatnak. Ebből a szériából csak a Strindberg gyümölcsei (Strindbergs Früchte) című 3. részt mutatták be idehaza 1989. augusztus 4-én, ráadásul a hazai TV-újságok tévesen NSZK produkcióként tüntették fel, holott ez kizárólag csak osztrák produkció volt.
- Vannak Tetthely-epizódok, amelyeket Németországban nem lehet, vagy nem szabad megismételni az első adás óta. Ezek az úgynevezett méregszekrény-epizódok, vagyis olyan epizódok, amelyek a műsorszolgáltatón belül tiltó értesítést tartalmaznak. A tiltás szerencsére nem vonatkozik a magyar csatornákra, így a magyar közönség láthatott néhányat a tiltás feloldása előtt. Ezek részletesen:

Jelenleg betiltva:
- - Der Fall Geisterbahn (HR, 1972. március 12.) – a licencjogok tisztázatlanok, mivel a Horst Film Berlin produkciós cég az első adás után csődöt jelentett.
  - Mezítláb (HR, 1980. március 9.) – félrevezető nyelvezet az epilepsziásokról a film cselekményében. Az epizód később más címmel VHS-en megjelent. Magyarországon 1983. augusztus 7-én sugározta az MTV.
  - Tod im Jaguar (SFB, 1996. június 9.) – egy félrevezető sajtóközlemény terjesztése erről a Tetthelyről, „zsidóellenesként” kritizált szövegrészekkel és zsidó üzletemberek ábrázolásával.
  - Krokodilwächter (SFB, 1996. november 10.) – Kiskorúak védelmének megsértése. Brutális, szexista és embertelen ábrázolás a filmben, aminek orosz, szexre kényszerített szexmunkások az elszenvedői.
  - Wem Ehre gebührt? (NDR, 2007. december 23.) – Erős tiltakozások egy alevi család vérfertőző ábrázolása miatt.

Tiltás feloldva:
- - A Három hurok (WDR, 1977. augusztus 28.) című epizód több mint 25 évig volt betiltva Németországban, és nem ismételték meg, miután számos néző panaszkodott az epizód túlzott brutalitása miatt. Az epizódot csak 2002-ben adták ki újra, miután az ifjúságvédelmi tiszt ismét átvizsgálta, és 2003 májusában ismételték meg először. Magyarországon 10 évvel a tiltás feloldása előtt 1992. július 8-án sugározta először az MTV.
  - A Sárga kombiné (SWF, 1980. február 17.) című epizódot csaknem 36 évig, 2016. január 16-ig nem ismételték meg, mert a felelősök úgy vélték, hogy a filmnek jelentős minőségi hiányosságai vannak a forgatókönyvben és a megvalósításban, és hogy a nők és lányok elleni erőszakról szóló fantáziákat túlságosan egyértelműen ábrázolták. Ráadásul az első adás után számos nézőt bosszantott a mainzi karnevál komor ábrázolása. Magyarországon még jóval a tiltás feloldása előtt 1993. július 15-én bemutatta az MTV, és szintén jóval a tiltás feloldása előtt 2009 és 2011 között többször is megismételte a Filmmúzeum.
  - A Tote brauchen keine Wohnung (BR, 1973. november 11.), a Tod im U-Bahnschacht (SFB, 1975. november 9.), és a Blutspur (WDR, 1989. augusztus 20.) című epizódokat szintén több évig nem sugározták újra, de az igazgatóváltás, a kritikák vagy a televíziós korrekciók után megismételték.
  - A Der Eskimo (HR, 2014. január 5.) című epizódot kezdetben nem ismételték meg, miután több néző tiltakozott, akik engedélyük nélkül ismerték fel magukat a filmben bemutatott fényképeken. Ezt az epizódot azóta újra bemutatták.
- Néhány '70-es, '80-as években készült epizód idehaza csak 1990 után került először adásba, ezeknél párszor előfordult, hogy a szinkron készítésénél olyan zenéket tettek be háttérzenének, amik csak a '90-es években jelentek meg.
- A Lutz felügyelővel (Werner Schumacher) készült A jelige: komp című 17. részben a főtanút Frank Strecker játssza, aki később Lutz felügyelő közvetlen munkatársát, Wagner nyomozót alakítja.
- A 27. "Keresd a nőt!" c. epizód magyar változatában a Heinz Schimmelpfennig által alakított baden-badeni Franz Gerber felügyelőt valamiért Pflüger felügyelőnek fordították le, miközben eredetileg itt is Gerber néven szerepel, ráadásul korábban az MTV már sugárzott Gerber-féle epizódot, és ott Gerber-nek fordították le. Korábban a szintén Baden-Badenben játszódó 15. részben valóban Pflügernek hívják a nyomozót, aki Ernst Jacobi alakított 1 epizód erejéig, ezt a részt azonban Magyarországon nem mutatták be.
- Az 1978-ban forgatott 91. "A csemegés" c. epizód egyik jelenetében a miséző pap megemlíti  József püspököt, aki nem más mint Joseph Ratzinger, aki később XVI. Benedek néven pápa lett. Akkoriban ő volt a München-egyházmegyének az érseke 1977-től, majd azután bíboros lett.
- A 108. "Nem gyerekjáték!" c. epizódban Deietler Eppler államügyészt alakít, csak úgy mint a Derrick, és Az Öreg című sorozatokban, valamint a Két férfi, egy eset című sorozat 51. részében (Értéktelen alibi), de az nem derül ki, hogy ugyanaz e a karakter neve.
- A 119. "Végzetes hajsza" c. epizódban eredetileg a Hansjörg Felmy által alakított Heinz Haferkamp főfelügyelő vezette volna a nyomozást, de Felmynek nem tetszett a forgatókönyv, így a nyomozást Haferkamp helyettese, a Willy Semmelrogge által alakított Willi Kreutzer felügyelő vezette, így ez lett az egyetlen olyan rész, amiben Kreutzer a főnyomozó. A történet szerint Haferkamp éppen nyaral, emiatt nem vesz részt a nyomozásban.
- A 124. "Bőrszív" c. epizód egyik jelenetében a Tetthely 109. "Sárga kombiné" c. epizódját nézik a tévében.
- Az Einzelhaft (magyarul: Magánzárka) című 209. rész (Schimanski és Thanner egyik epizódja) forgatása 1987. szeptember 28. és október 23. között, valamint 1988. január 10. és 15. között zajlott, ugyanis a Christian Thannert alakító Eberhard Feik a forgatás közben szívrohamot kapott,  ami miatt tripla bypass műtéten kellett átesnie.
- Klaus Lövitsch két alkalommal is játszott frankfurti nyomozót, de mindkét alkalommal más volt az általa alakított nyomozónak a neve. (Werner Rolfs és Reinhold Dietze).
- Karl-Heinz von Hassel 1985 és 2001 között összesen 28 alkalommal játszotta el a frankfurti Edgar Brinkmann felügyelőt, viszont előtte már a 102. és 108. részben is feltűnt más szerepekben.
- A hamburgi Paul Stoever és Peter Brockmöller nyomozópárost alakító Manfred Krug és Charles Brauer  a forgatási szünetekben többször is Jazz duetteket adtak elő saját szórakoztatásukra, ami annyira megtetszett a filmeseknek, hogy 1996-tól több alkalommal is beletettek a történetekbe olyan jeleneteket, amiben az említett nyomozópáros Jazz duettet add elő.
- A 80-as évek közepi epizódokban tevékenykedő bécsi Hirth felügyelő karaktere feltűnik a Munkácsi Miklós által írt, Bácskai Lauró István által rendezett 1986-os Üvegvár a Mississippin című filmben, amiben Végvári Tamás alakítja a karaktert.
- A sorozatban eddig a legtöbb halott a 920. "Fájdalomban született" c. epizódban volt, összesen 47 személy, ezt a német rajongók számolták össze, mivel más oldalakon 51 és 54 személyről is írtak. Az epizód további érdekessége, hogy a stílusa és a tartalma is a klasszikus filmekre utal, mint például Sergio Leone Volt egyszer egy Vadnyugat című spagetti westernjének elején a vasútállomási jelenet, és François Truffaut Jules és Jim című filmjére. A halottak halmozódása William Shakespeare drámáira, valamint Quentin Tarantino spagetti westernjeiben és filmjeiben zajló véres és költséges összetűzésekre utal. A halottak számával a korábbi rekordot a Vérdíj című 903. rész tartotta, összesen 19 halottal, előtte meg a Nincs menekvés! című 827. rész 15 halottal.
- A 2016-ban bemutatott 1000. rész az első rész előtt tisztelegve szintén a Taxi Lipcsébe (Taxi nach Leipzig) címet kapta, és az epizódban mindegyik olyan életben lévő színész szerepet kapott, akik az első részben is játszottak.
- 1965-ben a ZDF szintén Tetthely címmel készített egy 55 perces bűnügyi filmet, amiben a főszerepet a később Derrick felügyelőként elhíresült Horst Tappert alakította, viszont ennek a filmnek semmi köze a Tetthely sorozathoz.
- A Derrick Club Hungary Facebook csoportnak köszönhetően bemutatásra került feliratosan az idehaza eddig még nem vetített Taxi Lipcsébe című 1. rész, az Érettségi bizonyítvány című 73. rész, a Törött virágok című 205. rész, és a Testvérek között című 235. rész, valamint feliratosan bemutattak olyan részeket, amelyeket sugároztak a hazai TV csatornák, de a szinkronjukat még nem sikerült fellelni.
- A 131. "Nem csak a látszat csal" c. epizódban Hollai nyomozónak a neve alapján magyar rokonai is vannak. A "Schimanski-s" részekben gyakran feltűnnek külföldi felmenőkkel bíró személyek is.
- A 220. részben Gönczöl János, a 238. "Állatok" c. epizódban Ernyey Béla, a 721., 735., 889., 967., 1019. és 1097. részekben Gryllus Dorka is szerepet kapott. (A 2015-ben forgatott, nálunk csak 2024-ben bemutatott 967. "Kihasználva" c. epizódban Gryllus Dorka Ligeti Kovács Judit hangján szólal meg).
- Az 504. "Elvis él!" c. epizód cselekményét egy Pius Walder nevű kelet-tiroli orvvadász 1982-es meggyilkolása ihlette, ami hatalmas közfelháborodást váltott ki, és még évtizedekkel az eset után is voltak ebből adódó atrocitások.
- A 669. "Halálos irigység" c. epizódban a történet szerint az egyik szereplő a rendszerváltás idején Magyarországon élt, az egyik jelenetben lehet is látni egy Magyarországgal kapcsolatos korabeli híradó részletet.
- A 914. "Paradicsom" c. epizód cselekménye részben Magyarországon játszódik szombathelyi és bozsoki helyszíneken.

## Fordítás
- Ez a szócikk részben vagy egészben  a   Tatort (Fernsehreihe) című német Wikipédia-szócikk fordításán alapul.  Az eredeti cikk szerkesztőit annak laptörténete sorolja fel. Ez a jelzés csupán a megfogalmazás eredetét és a szerzői jogokat jelzi, nem szolgál a cikkben szereplő információk forrásmegjelöléseként.
- Ez a szócikk részben vagy egészben  a   Tatort című angol Wikipédia-szócikk fordításán alapul.  Az eredeti cikk szerkesztőit annak laptörténete sorolja fel. Ez a jelzés csupán a megfogalmazás eredetét és a szerzői jogokat jelzi, nem szolgál a cikkben szereplő információk forrásmegjelöléseként.